# إنكار محرقة اليهود

كي كي كي: تحية نازية وإنكار للهولوكوست

إنكار محرقة اليهود أو إنكار الهولوكوست هو أحد أنواع إنكار الإبادة الجماعية التي تعتمد على نظريات المؤامرة المعادية للسامية، والتي تؤكد على أن إبادة النازيين لليهود، كانت أسطورة أو محض خيال أو مبالغة. يتبع منكرو الهولوكوست واحدة أو أكثر من التصريحات التالية:
- كان الهدف من الحل الأخير لألمانيا النازية ترحيل اليهود وليس القضاء عليهم.
- لم تستخدم السلطات النازية معسكرات الإبادة أو غرف الغاز في الإبادة الجماعية لليهود.
- العدد الحقيقي لضحايا اليهود أقل بكثير من الرقم المعتمد الآن والذي يبلغ 6 ملايين وإنما لا يبلغ عُشر هذا الرقم.
- الهولوكوست خدعة ألفها الحلفاء واليهود و/أو الاتحاد السوفيتي.

تعتمد منهجيات منكري الهولوكوست على افتراض بأن الأدلة التاريخية غير صحيحة أو ليست دقيقة. يستخدم المؤرخون لفظ إنكار لوصف آراء ومنهجية منكري الهولوكوست وذلك للتفريق بينهم وبين المعدلين التاريخيين المعتبرين، الذين يراجعون التفسير السائد للتاريخ باستخدام منهجيات تاريخية معتبرة. لا يقبل منكرو الهولوكوست مصطلح إنكار كوصف مناسب لأفعالهم وإنما يستخدمون لفظ مراجعين بدلا منه. في بعض دول الكتلة الشرقية السابقة، لا ينكر منكرو الهولوكوست الإبادة الجماعية لليهود وإنما ينكرون مشاركة دولهم في الهولوكوست.
يعتبر إنكار محرقة اليهود مشكلة مجتمعية حقيقية في دول عدة، كما أنه غير قانوني في إسرائيل وعدة دول أوروبية.

## المصطلحات وعلم الكلام
يفضل منكرو الهولوكوست الإشارة إلى أعمالهم على أنها مراجعة تاريخية ويعارضون الإشارة إلى أنهم «منكرين». كتبت الأستاذة بجامعة إيموري ديبورا ليبستادت أن: «اختيار الاسم المنقح «منكرين» لوصف أنفسهم يدل على إستراتيجيتهم الأساسية للخداع والتشويه ومحاولتهم تصوير أنفسهم كمؤرخين شرعيين يشاركون في الممارسة التقليدية لإلقاء الضوء على الماضي»  يعتبر العلماء هذا الأمر مضللًا لأن أساليب إنكار الهولوكوست تختلف عن أساليب المراجعة التاريخية المشروعة. يتم شرح المراجعة التاريخية في قرار اعتمدته إدارة التاريخ بجامعة ديوك في 8 نوفمبر 1991 وأعيد طبعه في دوق كرونيكل في 13 نوفمبر 1991 استجابةً لإعلان أصدرته لجنة برادلي ر. سميث للحوار المفتوح حول الهولوكوست:
كتبت ليبستادت أن إنكار الهولوكوست الحديث يستمد إلهامه من مصادر مختلفة بما في ذلك مدرسة فكرية تستخدم طريقة ثابتة للتشكيك في سياسات الحكومة.
في عام 1992 أعطى دونالد ل. نويك بعض الأمثلة على كيفية تطبيق المراجعة التاريخية الشرعية - إعادة النظر في التاريخ المقبول وتحديثه بمعلومات تم اكتشافها حديثًا أو أكثر دقة أو أقل تحيزًا - على دراسة الهولوكوست كحقائق جديدة لتغيير الفهم التاريخي لها:
على النقيض من ذلك فإن حركة إنكار الهولوكوست تستند إلى فكرة محددة سلفًا مفادها أن الهولوكوست كما يفهمها التاريخ السائد لم تحدث. يشار إليها أحيانًا باسم «النفي» من المصطلح الفرنسي (négationnisme) الذي قدمه هنري روسو الذي يحاول منكرو الهولوكوست إعادة كتابة التاريخ عن طريق التقليل من الحقائق الأساسية أو إنكارها أو ببساطة تجاهلها. كتب كونراد إلست:

## الخلفية

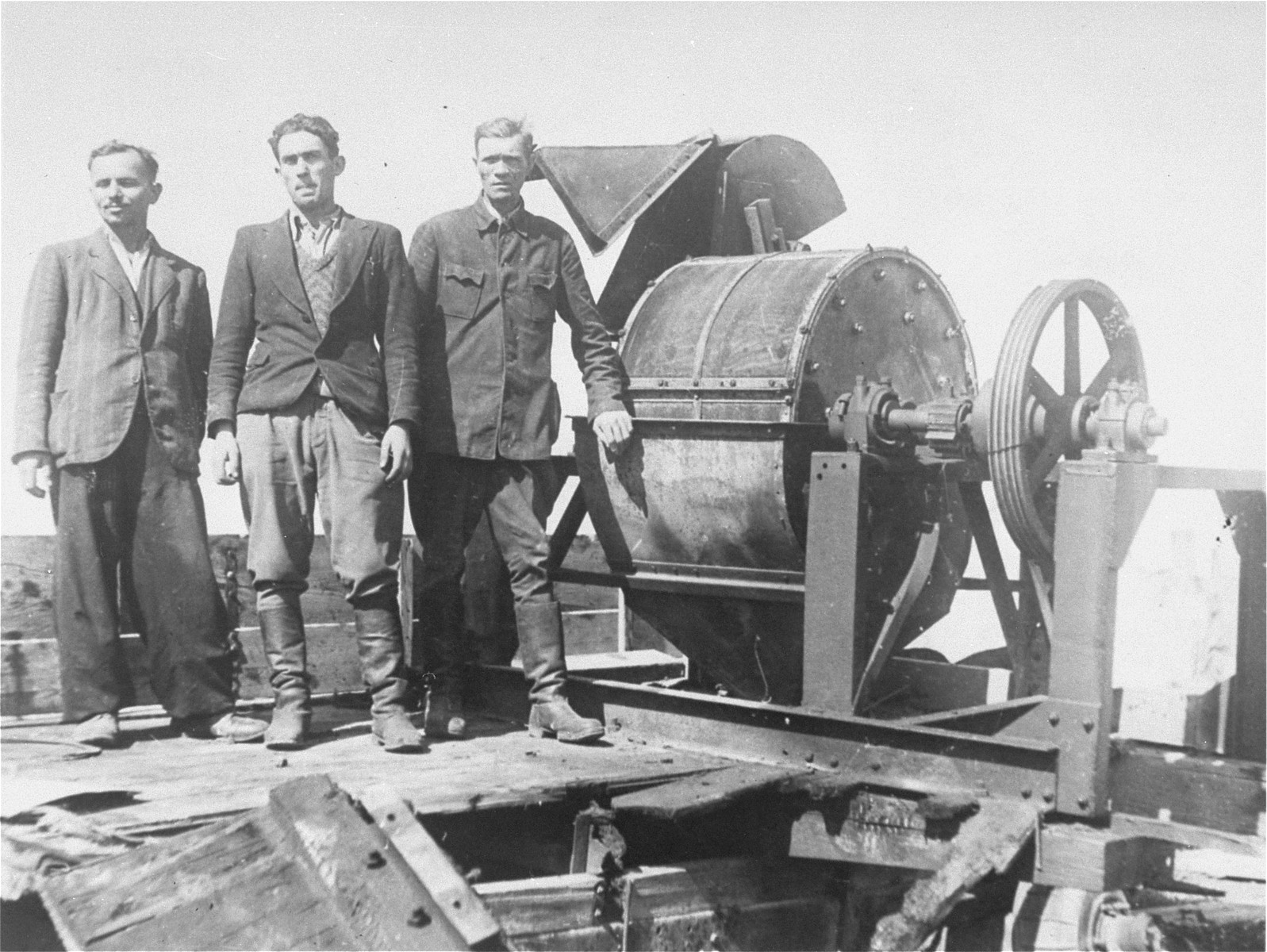
أعضاء من وحدة الترقيات 1005 يقفون بجانب آلة تكسير العظام في معسكر اعتقال يانوفسكا في بولندا التي تحتلها ألمانيا (يونيو 1943 - أكتوبر 1943).

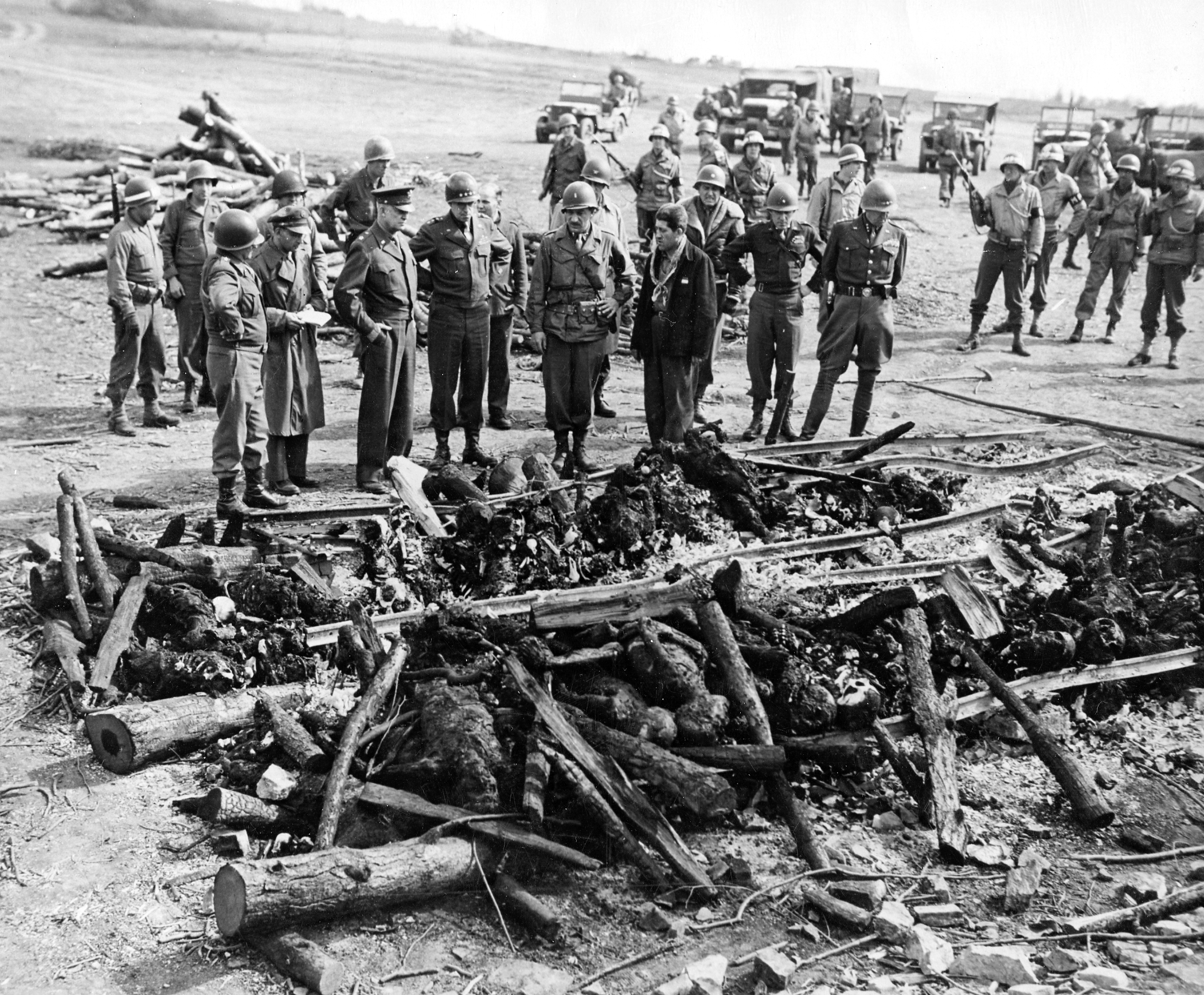
12 أبريل 1945: تفقد الجنرالات دوايت أيزنهاور وعمر برادلي وجورج باتون المحرقة في معسكر اعتقال أوردروف.

### جهود لإخفاء السجل التاريخي

#### الجهود الألمانية
بينما كانت الحرب العالمية الثانية لا تزل جارية شكل النازيون بالفعل خطة طوارئ أنه إذا كانت الهزيمة وشيكة فسيقومون بتدمير السجلات الألمانية بالكامل. لقد وثق المؤرخون أدلة على أنه عندما أصبحت هزيمة ألمانيا وشيكة وأدرك الزعماء النازيون أنهم على الأرجح سيتم القبض عليهم وتقديمهم إلى المحاكمة فقد بُذل جهد كبير لتدمير جميع أدلة الإبادة الجماعية. أمر هاينريش هيملر قادة معسكره بتدمير السجلات ومحارق الجثث وغيرها من علامات الإبادة الجماعية. كواحد من العديد من الأمثلة وتم حفر وحرق جثث 25,000 معظمهم من اليهود اللاتفيين الذين أطلق عليهم فريدريش جيكلن والجنود تحت قيادته النار على رامبولا (بالقرب من ريغا) في أواخر عام 1941 ثم تم حفرها وحرقها في عام 1943. تم إجراء عمليات مماثلة في بلزك وتريبلينكا ومعسكرات الموت الأخرى. في خطب بوسن سيئة السمعة في أكتوبر 1943 مثل الخطاب في 4 أكتوبر أشار هيملر صراحة إلى إبادة يهود أوروبا وذكر كذلك أن الإبادة الجماعية يجب أن تبقى سرية بشكل دائم:

#### التعاون الفرنسي في تدمير الأرشيف
في فرنسا المحتلة لم يكن الوضع فيما يتعلق بالاحتفاظ بسجلات الحرب أفضل بكثير جزئياً كنتيجة لقواعد سرية الدولة الفرنسية التي يعود تاريخها إلى ما قبل الحرب والتي كانت تهدف إلى حماية الحكومة الفرنسية والدولة من الكشف عن الحقائق المحرجة وتجنبها الذنب جزئيًا. على سبيل المثال في تحرير باريس دمرت قوة الشرطة ما يقرب من جميع الأرشيف الهائل للاعتقال والترحيل اليهودي.

### الجهود المبذولة للحفاظ على السجل التاريخي

#### أثناء الحرب
واحدة من أولى الجهود المبذولة لحفظ السجل التاريخي للمحرقة حدثت أثناء الحرب في فرنسا حيث تم الاحتفاظ بسجلات معسكر اعتقال درانسي بعناية وتم تسليمها إلى المكتب الوطني الجديد للمحاربين القدامى وضحايا الحرب ومع ذلك أخفاهم المكتب ورفض نشر نسخ في وقت لاحق حتى إلى مركز التوثيق اليهودي المعاصر.
في عام 1943 قام إسحاق شنيرسون بتوقع الحاجة إلى مركز لتوثيق والحفاظ على ذكرى الاضطهاد لأسباب تاريخية وأيضًا دعم المطالبات بعد الحرب وجمع 40 ممثلًا عن المنظمات اليهودية في غرونوبل التي كانت تحت الاحتلال الإيطالي في ذلك الوقت من أجل تشكيل مركز الوثائق. الكشف عن هذه الوثائق يعني التعرض إلى عقوبة الإعدام ونتيجة لذلك تم جمع القليل من الوثائق قبل التحرير. بدأ العمل الجاد بعد انتقال المركز إلى باريس في أواخر عام 1944 وتمت تسميته باسم مركز التوثيق اليهودي المعاصر.

#### فترة ما بعد الحرب المباشرة
في عام 1945 توقع الجنرال دوايت أيزنهاور القائد الأعلى للحلفاء أن يتم في يوم من الأيام محاولة لإعادة وصف وثائق الجرائم النازية كدعاية واتخاذ خطوات ضدها:
أمر أيزنهاور عند العثور على ضحايا معسكرات الموت بالتقاط جميع الصور الممكنة وللشعوب الألمانية من القرى المحيطة أن يتم إيصالها عبر المخيمات وحتى يتم دفن الموتى. كتب ما يلي إلى الجنرال جورج مارشال بعد زيارة لمعسكر اعتقال ألماني بالقرب من غوتا في ألمانيا:

#### محاكمات نورمبرغ
جرت محاكمات نورمبرغ في ألمانيا بعد الحرب في 1945-1946. كان الهدف المعلن هو إقامة العدل في الانتقام لفظائع الحكومة الألمانية. تم إعلان نية الحلفاء هذه لإقامة العدل بعد الحرب لأول مرة في عام 1943 في إعلان الفظائع الألمانية في أوروبا المحتلة وتكرارها في مؤتمر يالطا وبرلين في عام 1945. على الرغم من أن النية لم تكن على وجه التحديد الحفاظ على السجل التاريخي للمحرقة فقد قدمت لهم بعض الوثائق الأساسية اللازمة لمقاضاة المتهمين وتم نقل جزء كبير من المحفوظات الضخمة إلى مركز التوثيق اليهودي المعاصر بعد المحاكمات. وأصبح جوهر تاريخ المحرقة في المستقبل.
كانت تجارب نورمبرغ مهمة تاريخيا لكن الأحداث كانت لا تزال حديثة للغاية وكان التلفزيون في بدايته ولم يكن حاضرا وكان هناك تأثير عام ضئيل. كانت هناك لحظات معزولة من الوعي العام المحدود من أفلام هوليود مثل مذكرات آن فرانك (1959) أو حكم في نورمبرغ (1961) والذي كان له بعض اللقطات الإخبارية عن المشاهد الفعلية من معسكرات الاعتقال النازية المحررة بما في ذلك مشاهد من أكوام من الجثث العارية التي وضعت في الصفوف والجرافات في حفر كبيرة والتي كانت تعتبر رسومات استثنائية لهذا الوقت. تغير الوعي العام عندما أثارت تجربة ايخمان انتباه العالم بعد خمسة عشر عاماً من نورمبرج.

#### محاكمة أدولف ايخمان
في عام 1961 ألقت الحكومة الإسرائيلية القبض على أدولف أيخمان في الأرجنتين وأحضرته إلى إسرائيل لمحاكمته على جرائم حرب. لم تكن نوايا رئيس الادعاء جدعون هاوزنر هي إثبات إدانة أيخمان شخصياً فحسب بل تقديم مواد حول المحرقة بأكملها وبالتالي إنتاج سجل شامل.
رتبت الحكومة الإسرائيلية للمحاكمة تغطية إعلامية بارزة. أرسلت العديد من الصحف الكبرى من جميع أنحاء العالم مراسلين ونشرت تغطية على الصفحة الأولى للقصة. أتيحت للإسرائيليين الفرصة لمشاهدة البث التلفزيوني المباشر للإجراءات وتم نقل شريط فيديو يوميًا إلى الولايات المتحدة للبث في اليوم التالي.

## تاريخ ما بعد الحرب العالمية الثانية
في أعقاب الحرب مباشرة وقبل جهود التوثيق المكثفة التي بذلتها قوات الحلفاء تسبب شعور بالكفر في حرمان الكثيرين من التقارير الأولية عن الهولوكوست. كان تعقيد هذا الكفر هو أخبار كاذبة من الصحف عن مصنع الجثة الألمانية وهي حملة دعائية ضد الفظائع الألمانية خلال الحرب العالمية الأولى والتي كانت معروفة على نطاق واسع أنها خاطئة بحلول عام 1945.
خلال ثلاثينيات القرن العشرين استخدمت الحكومة النازية هذه الدعاية ضد البريطانيين مدعين أن معسكرات الاعتقال كانت أكاذيب خبيثة طرحتها الحكومة البريطانية ويلاحظ المؤرخان يواكيم نياندر وراندال مارلين أن هذه القصة «شجعت في وقت لاحق عدم التصديق عندما نشرت تقارير مبكرة حول الهولوكوست تحت قيادة هتلر». أشار فيكتور كافينديش - بينتينك رئيس لجنة الاستخبارات البريطانية المشتركة إلى أن هذه التقارير كانت مماثلة «لقصص توظيف الجثث البشرية خلال الحرب الأخيرة لتصنيع الدهون التي كانت كذبة فظيعة» وبالمثل علق «القرن المسيحي» على أن «التوازي بين هذه القصة وحكاية مصنع الجثث الوحشية من الحرب العالمية الأولى لافت للنظر للغاية». يلاحظ نياندر أنه «لا يمكن أن يكون هناك شك في أن الإعلان التجاري الذي تم الإبلاغ عنه أدى إلى استخدام جثث اليهود المقتولين إلى تقويض مصداقية الأخبار الواردة من بولندا وتأخر العمل الذي ربما أنقذ حياة العديد من اليهود».
أعيد تنشيط الحركة النازية الجديدة بإنكار الهولوكوست. أدركت أعداد صغيرة ولكن صاخبة من النازيين الجدد أن إعادة إنشاء نظام هتلر قد يكون مستحيلاً ولكن قد يتم إنتاج نسخة طبق الأصل في المستقبل وأدركت أن إعادة تأهيل النازية تطلبت تشويه سمعة المحرقة النازية.

### هاري بارنز
قام هاري بارنز وهو مؤرخ أمريكي شهير في وقت من الأوقات بإنكار الهولوكوست في سنواته الأخيرة. بين الحرب العالمية الأولى والحرب العالمية الثانية كان بارنز كاتبا مناهضا للحرب وزعيم حركة المراجعة التاريخية. ابتداءً من عام 1924 عمل بارنز عن كثب مع مركز دراسة أسباب الحرب وهو مركز أبحاث مولته الحكومة الألمانية وكان هدفه الوحيد هو نشر موقف الحكومة الرسمي المتمثل في أن ألمانيا كانت ضحية عدوان الحلفاء في عام 1914 وأن معاهدة فرساي كانت باطلة أخلاقيا. برئاسة الرائد ألفريد فون فيغرر وهو ناشط في الحركة الشعبية صورت المنظمة نفسها كمجتمع علمي لكن المؤرخين وصفوها لاحقًا بأنها «مركز لتبادل الآراء المرغوب فيها رسميًا حول اندلاع الحرب».
بعد الحرب العالمية الثانية أصبح بارنز مقتنعًا بأن المزاعم الموجهة ضد ألمانيا واليابان بما في ذلك الهولوكوست كانت دعاية وقت الحرب كانت تستخدم لتبرير تورط الولايات المتحدة في الحرب العالمية الثانية. زعم بارنز أن هناك ادعاءات كاذبة حول الحرب العالمية الثانية وهي أن ألمانيا بدأت الحرب في عام 1939 والمحرقة والتي ادعى بارنز أنها لم تحدث.
في كتابه الصادر عام 1962 «التحريفية وغسل الأدمغة» ادعى بارنز أنه كان هناك «نقص في أي معارضة جدية أو تحد منسق لقصص الفظائع وغيرها من أنماط تشويه الشخصية والسلوك الوطني الألماني». جادل بارنز بأنه كان هناك «فشل في الإشارة إلى أن الفظائع التي ارتكبها الحلفاء كانت أكثر وحشية ومؤلمة ومميتة والعديد من المزاعم الأكثر تطرفًا الموجهة ضد الألمان». ادعى أنه من أجل تبرير «أهوال وشرور الحرب العالمية الثانية» جعل الحلفاء النازيين «كبش فداء» لأعمالهم السيئة.
استشهد بارنز بمنكر الهولوكوست الفرنسي بول راسنييه الذي وصفه بارنز بأنه «مؤرخ فرنسي مميز» كشف النقاب عن «المبالغة في قصص الفظائع». في مقال نشر عام 1964 بعنوان «الاحتيال الصهيوني» الذي نشر في مجلة ميركوري الأمريكية كتب بارنز: «المؤلف الشجاع (راسنييه) يلقي باللوم الرئيسي على تحريف أولئك الذين يجب أن نسميهم المحتالين على المحرقة السياسيون الإسرائيليون الذين يستمدون مليارات الدولارات. من علامات من جثث غير موجودة أسطورية وخيالية والتي تم حساب أعدادها بطريقة غير مشوهة وغير شريفة». باستخدام راسنييه كمصدر له ادعى بارنز أن ألمانيا كانت ضحية للعدوان في كل من عامي 1914 و 1939 وأن التقارير عن المحرقة كانت دعاية لتبرير حرب عدوانية ضد ألمانيا.

### بدايات حركة الإنكار الحديثة
في عام 1961 قام ديفيد هوغان أحد حماة بارنز بنشر (الحرب القسرية) في ألمانيا الغربية والذي ادعى أن ألمانيا كانت ضحية مؤامرة أنجلو بولندية في عام 1939. على الرغم من أن الحرب القسرية كان مهتمًا في الأساس بأصول الحرب العالمية الثانية قللت من شأن أو تبرير تأثيرات التدابير النازية المعادية للسامية في فترة ما قبل عام 1939. على سبيل المثال برر هوغان الغرامة الضخمة البالغة مليار رايخ مارك التي فرضت على الجالية اليهودية بأكملها في ألمانيا بعد ليلة البلور عام 1938 كتدبير معقول لمنع ما أسماه «الاستغلال اليهودي» على حساب شركات التأمين الألمانية وادعى أنه لم يُقتل أي يهود. في ليلة البلور (في الواقع قتل 91 يهوديًا ألمانيًا في ليلة البلور). في وقت لاحق نفى هوغان صراحة الهولوكوست في عام 1969 في كتاب بعنوان «أسطورة الستة ملايين» الذي نشرته نونتيد بريس وهو ناشر صغير في لوس أنجلوس متخصص في الأدب المعادي للسامية.
في عام 1964 نشر بول راسينيه دراما اليهود الأوروبيين. كان راسينيه نفسه أحد الناجين من معسكرات الاعتقال (احتُجز في بوخنفالد لأنه ساعد اليهود الفرنسيين على الهروب من النازيين) ولا يزال منكرو العصر الحديث يشيرون إلى أعماله كأبحاث علمية تشكك في الحقائق المقبولة للهولوكوست. جادل النقاد بأن راسينيه لم يستشهد بأدلة على مزاعمه وتجاهل المعلومات التي تتعارض مع تأكيداته مع ذلك لا يزال مؤثراً في دوائر إنكار الهولوكوست لكونه من أوائل منكروا أن يقترحوا أن مؤامرة صهيونية / تحالفية / سوفييتية ضخمة زورت المحرقة وهو موضوع سيتم انتقاؤه من قبل مؤلفين آخرين.
يعتبر أوستن آب وهو أستاذ الأدب الإنجليزي في جامعة لا سال في العصور الوسطى أول منكر للمحرقة النازية في الولايات المتحدة. دافع آب عن الألمان وألمانيا النازية خلال الحرب العالمية الثانية. نشر العديد من المقالات والرسائل والكتب حول إنكار الهولوكوست وسرعان ما حصل على موالين له. ألهم عمل آب معهد المراجعة التاريخية وهو مركز في كاليفورنيا تأسس عام 1978 ومهمته الوحيدة هي إنكار الهولوكوست.
نشر آرثر بوتز «أكذوبة القرن العشرين: القضية ضد الإبادة المفترضة لليهود الأوروبيين» في عام 1976 وديفيد إيرفينغ حرب هتلر في عام 1977 واللذين استطاعا إقناع أفراد آخرين بإنكار الهولوكوست. كان بوتز أستاذًا مساعدًا للهندسة الكهربائية في جامعة نورث وسترن. في ديسمبر 1978 ويناير 1979 كتب روبير فوريسون أستاذ الأدب الفرنسي بجامعة ليون رسالتين إلى لو موند يدعي فيها أن غرف الغاز التي استخدمها النازيون لإبادة اليهود لم تكن موجودة. أصبح زميلًا لفوريسون جان كلود بريساك الذي شارك في البداية وجهات نظر فوريسون مقتنعًا فيما بعد بأدلة الهولوكوست أثناء التحقيق في الوثائق في أوشفيتز في عام 1979. ونشر استنتاجاته إلى جانب الكثير من الأدلة الأساسية في كتابه لعام 1989، أوشفيتز: تكنيك وتشغيل غرف الغاز.
وصف هنري بينين الرئيس السابق لجامعة نورث وسترن وجهة نظر آرثر بوتس عن الهولوكوست بأنها «إحراج لجامعة نورث وسترن». في عام 2006 وقع ستون من زملاء بوتز من كلية الهندسة الكهربائية وعلوم الحاسب الآلي على قرار يصفون إنكار بوتز للهولوكوست بأنه «إهانة لإنسانيتنا ومعاييرنا كعلماء». كما دعت الرسالة بوتز إلى «ترك قسمنا وجامعتنا والتوقف عن التداول على سمعتنا للتميز الأكاديمي».

### معهد المراجعة التاريخية
في عام 1978 أسس ويليس كارتو معهد المراجعة التاريخية وهي منظمة مكرسة لتحدي علني تاريخ المحرقة الشائع قبوله. كان تأسيس معهد المراجعة التاريخية مستوحى من آب أوستن وهو أستاذ في جامعة لا سال للأدب الإنجليزي في العصور الوسطى وكان أول أمريكي منكر للمحرقة. لقد سعى نازيون جدد من البداية إلى ترسيخ نفسها ضمن التقاليد الواسعة المتمثلة في المراجعة التاريخية من خلال استحضار المؤيدين المميزين الذين لم يكونوا من خلفية النازيين الجدد مثل جيمس مارتين وصموئيل إدوارد كونكين الثالث ومن خلال الترويج لكتابات الاشتراكي الفرنسي بول راسينيه والمؤرخ الأمريكي المناهض للحرب هاري إلمر بارنز في محاولة لإظهار أن إنكار الهولوكوست كان له قاعدة دعم تتجاوز النازيين الجدد. أعاد معهد المراجعة التاريخية نشر معظم كتابات بارنز التي كانت قد نفدت طبعها منذ وفاته. بينما تضمنت مقالات عن موضوعات أخرى وبيعت كتباً من قبل المؤرخين العاديين فإن معظم المواد المنشورة والموزعة من قبل معهد المراجعة التاريخية كانت مكرسة للتشكيك في الوقائع المحيطة بالمحرقة.
في عام 1980 وعد معهد المراجعة التاريخية بمكافأة قدرها 50.000 دولار لأي شخص يمكن أن يثبت أن اليهود تعرضوا للقتل بالغاز في أوشفيتز. كتب ميل ميرميلشتاين رسالة إلى محرري صحيفة لوس أنجلوس تايمز وغيرها بما في ذلك جيروزاليم بوست. كتب معهد المراجعة التاريخية وعرض عليه 50000 دولار لإثبات أن اليهود كانوا في الواقع تعرضوا للغاز في غرفة الغاز في أوشفيتز. في المقابل قدم ميرميلشتاين رواية موثقة عن اعتقاله في أوشفيتز وكيف شاهد الحراس النازيين الذين كانوا يستهلون والدته وشقيقتيه وغيرهم باتجاه غرفة الغاز رقم خمسة (كما علم لاحقًا). رغم ذلك رفض معهد المراجعة التاريخية دفع المكافأة. عن طريق المحامي ويليام جون كوكس رفع ميرميلشتاين دعوى قضائية ضد المحكمة الدولية في مقاطعة لوس أنجلوس العليا بسبب خرقها للعهد والنبذ الاستباقي والتشهير والإنكار المؤذي للحقيقة الثابتة والإلحاق المتعمد بالضيق العاطفي والإغاثة التوضيحية (انظر القضية رقم C 356 542). في 9 أكتوبر 1981 قدم الطرفان في قضية ميرميلشتاين التماسات للحكم بإجراءات موجزة نظر فيها القاضي توماس ت. جونسون من المحكمة العليا في مقاطعة لوس أنجلوس «إشعار قضائي بحقيقة تعرض اليهود للغاز حتى الموت في معسكر اعتقال أوشفيتز في بولندا خلال صيف عام 1944» والإشعار القضائي يعني أن المحكمة اعتبرت غرف الغاز معرفة شائعة وبالتالي لم تطلب أدلة على وجود غرف الغاز. في 5 أغسطس 1985 أصدر القاضي روبرت أ. وينكه حكمًا بناءً على «النص من أجل الدخول إلى الحكم» الذي اتفق عليه الطرفان في 22 يوليو 1985. وطلب الحكم من معهد المراجعة التاريخية وغيره من المدعى عليهم دفع 90,000 دولار إلى ميرميلشتاين وإصدار خطاب الاعتذار إلى «السيد ميل ميرميلشتاين أحد الناجين من أوشفيتز-بيركيناو وبوخنفالد وجميع الناجين الآخرين من أوشفيتز» بسبب «الألم والكرب والمعاناة» التي سببوها لهم.
في بيان «حول معهد المراجعة التاريخية» على موقعه على شبكة الإنترنت ينص معهد المراجعة التاريخية على أن «معهد المراجعة التاريخية لا» ينكر«الهولوكوست. وفي الواقع فإن معهد المراجعة التاريخية لم يتخذ أي موقف» «بشأن أي حدث محدد....». لاحظ المعلقون والمؤرخون الطبيعة المضللة لبيانات معهد المراجعة التاريخية بأنهم ليسوا من ينكرون الهولوكوست. كتب بول راوبر ما يلي:
وفقًا للمؤرخ البريطاني لألمانيا ريتشارد جي إيفانز:

### جيمس كيغسترا
في عام 1984 اتُهم جيمس كيغسترا وهو مدرس مرحلة ثانوية كندي بموجب القانون الجنائي الكندي «بتشجيع الكراهية ضد مجموعة محددة عن طريق توصيل بيانات معادية للسامية لطلابه». خلال الفصل كان يصف اليهود على أنهم أهل الشر الذين «خلقوا الهولوكوست لاكتساب التعاطف». كما اختبر طلابه في الامتحانات على نظرياته ورأي اليهود.
تم توجيه الاتهام إلى كيغسترا بموجب المادة 281.2 (2) من القانون الجنائي (المادة 319 (2)) والتي تنص على أن «كل شخص يقوم عن طريق إرسال بيانات ما عدا في محادثة خاصة بتعزيز الكراهية ضد أي مجموعة محددة» يرتكب جرمًا. أُدين في محاكمة أمام محكمة الملكة في ألبرتا ورفضت المحكمة الحجة التي قدمها كيغسترا ومحاميه دوغ كريستي بأن الترويج للكراهية هو حرية تعبير دستورية محمية بموجب المادة 2 (ب). من ميثاق الحقوق والحريات الكندي: استأنف كيغسترا الحكم في محكمة الاستئناف في ألبرتا وقد اتفقت تلك المحكمة مع كيغسترا وتمت تبرئته ثم طعن التاج في القضية أمام المحكمة العليا لكندا التي حكمت بأغلبية 4-3 يمكن تقييد الأغلبية التي تروج للكراهية بموجب المادة 1 من الميثاق وقد أعادت المحكمة العليا إدانة كيغسترا. تم فصله من وظيفته بعد ذلك بفترة قصيرة.

### محاكمات زوندل
قام«إرنست زوندل» من تورونتو الذي يدير مطبعة صغيرة تسمى «ناشرو سمسدات» بنشر وتوزيع مواد إنكار الهولوكوست مثل «هل مات ستة ملايين حقا؟» للمؤلف ريتشارد هاروود (اسم مستعار لريتشارد فيرال - نازي جديد بريطاني). في عام 1985 حوكم وأدين بموجب قانون «الأخبار الكاذبة» وحكمت عليه محكمة في أونتاريو بالسجن لمدة 15 شهرًا بتهمة «نشر مواد تنكر الهولوكوست». كان مؤرخ الهولوكوست راؤول هيلبرغ شاهدًا للادعاء في محاكمة عام 1985. أُسقطت إدانة زوندل في الاستئناف بشأن قانونية المسألة مما أدى إلى إقامة محاكمة ثانية في عام 1988 حيث أدين مرة أخرى. تضمنت محاكمة 1988 كشهود للدفاع فريد أ. لوشر وديفيد إيرفينغ وروبير فوريسون. تم تقديم تقرير ليوتشتر شبه العلمي الزائف كوثيقة للدفاع وتم نشره في كندا عام 1988 من قِبل دار ناشرو زوندل ساميسدات للنشر وفي بريطانيا عام 1989 من قِبل دار إيرفينغ وهي نقطة الاتصال للنشر. في كلتا المحاكمتين تم الدفاع عن زوندل بواسطة دوغ كريستي وبابارا كولاسزكا. ألغيت إدانته في عام 1992 عندما أعلنت المحكمة العليا في كندا أن قانون «الأخبار الكاذبة» غير دستوري.
لدى زوندل موقع على شبكة الإنترنت تديره زوجته إنغريد التي تتقن استخدام الإنترنت والتي تنشر وجهات نظره. في يناير 2002 أصدرت المحكمة الكندية لحقوق الإنسان قرارًا في شكوى تتعلق بموقعه على الإنترنت تبين فيها أنها تتعارض مع القانون الكندي لحقوق الإنسان. أمرت المحكمة زوندل بالتوقف عن توصيل رسائل الكراهية. في فبراير 2003 قامت إدارة الهجرة الأمريكية باعتقاله في تينيسي بالولايات المتحدة بسبب قضية انتهاكات للهجرة وبعد أيام قليلة أُعيد زوندل إلى كندا حيث حاول الحصول على وضع لاجئ. بقي زوندل في السجن حتى 1 مارس 2005 عندما تم ترحيله إلى ألمانيا وحوكم بسبب نشره دعاية الكراهية. في 15 فبراير 2007 أُدين زوندل بتهمة التحريض بموجب قانون تحريض الجماهير الألماني الذي يحظر التحريض على الكراهية ضد جزء من السكان وحُكم عليه بالسجن لمدة أقصاها خمس سنوات.

### برادلي سميث ولجنة النقاش المفتوح حول الهولوكوست
في عام 1987 أسس برادلي سميث المدير الإعلامي السابق لمعهد المراجعة التاريخية لجنة النقاش المفتوح حول الهولوكوست. في الولايات المتحدة حاولت لجنة النقاش المفتوح حول الهولوكوست مرارًا وتكرارًا وضع إعلانات تتساءل عما إذا كانت المحرقة قد حدثت لا سيما في الحرم الجامعي والتي لم يتم رفضها دائمًا لأن عددًا كبيرًا من الكليات قبلت الإعلانات لأنها شعرت بأنها إذا لم تقم بذلك فإنها ستقلل من تطبيق التعديل الأول لدستور الولايات المتحدة الأمريكية.
لقد سعى برادلي سميث إلى إيجاد طرق أخرى للترويج لإنكار الهولوكوست دون نجاح يذكر. في 8 سبتمبر 2009 نشرت الصحيفة الطلابية جريدة هارفارد كريمسون إعلانًا مدفوعًا من برادلي سميث. تم انتقادها بسرعة ونشر اعتذار من رئيس التحرير مدعيا أنه كان على خطأ. رفضت الصحف الجامعية إعلانات سميث من تلك النقطة حتى وفاته في عام 2016 وخلصت عمومًا إلى أن رفض قبول إعلاناته المدفوعة لا يمثل انتهاكًا لحقوق سميث في التعديل الأول.
أشار سميث إلى تكتيكاته للجنة النقاش المفتوح حول الهولوكوست كمشروع جامعي قائلا: "لا أريد قضاء بعض الوقت مع البالغين بل أريد الذهاب إلى الطلاب. إنهم سطحيون. إنهم أوعية فارغة يتعين ملؤها. ما أردت القيام به هو أنني أردت طرح ثلاث أو أربع أفكار قد يهتم بها الطلاب والتي قد تتسبب في تفكيرهم في الأشياء أو لديهم أسئلة حول الأشياء. وأردت أن أبسطها قدر الإمكان لإعداده بطريقة لا يمكن مناقشتها حقًا". وضع منكرو الهولوكوست إعلانات على صفحة كاملة في الصحف الجامعية بما في ذلك جامعة برانديز وكلية بوسطن وجامعة ولاية بنسلفانيا وكلية كوينز (جزء منه جامعة مدينة نيويورك). بعض هذه الإعلانات التي تقول أن المحرقة لم تحدث أبداً تم نشرها دون تعليق وكتب آخرون مقالات افتتاحية من قبل الأساتذة والطلاب".

### إرنست نولتي
قدم الفيلسوف والمؤرخ الألماني إرنست نولتي ابتداءً من الثمانينيات مجموعة من النظريات والتي على الرغم من عدم إنكارها للهولوكوست بدا أنها تتعاطف مع منكر الهولوكوست الإيطالي كارلو ماتونو كمؤرخ جاد. في رسالة إلى المؤرخ الإسرائيلي أوتو دوف كولكا في 8 ديسمبر 1986 انتقد نولتي عمل منكر المحرقة الفرنسي روبرت فوريسون على أساس أن الهولوكوست قد حدثت لكنه استمر في القول بأن عمل فوريسون كان مدفوعًا بما زعمه نولتي كانت الدوافع المثيرة للإعجاب تجاه الفلسطينيين والمعارضة لإسرائيل. في كتابه الذي صدر عام 1987 بعنوان «الحرب الأهلية الأوروبية» زعم نولتي أن نوايا منكري المحرقة «غالبًا ما تكون مشرفة» وأن بعض ادعاءاتهم «ليست بدون أساس واضح». على الرغم من أنه لم ينكر حدوث الهولوكوست إلا أن نولتي نفسه قد ادعى أن مؤتمر وانسيي لعام 1942 لم يحدث أبدًا وأن محاضر المؤتمر كانت مزورة بعد الحرب قام بها مؤرخون يهود «منحازون» صمموها لتشويه سمعة ألمانيا.
جادل المؤرخ البريطاني إيان كيرشو بأن نولتي كان يعمل على الحياد مع إنكار الهولوكوست مع ادعائه الضمني بأن «الأسطورة السلبية» للرايخ الثالث تم إنشاؤها بواسطة المؤرخين اليهود من مزاعمه عن هيمنة الهولوكوست على المنح الدراسية من قبل المؤرخون اليهود «المتحيزين» وتصريحاته بأنه ينبغي على المرء حجب الحكم على منكري المحرقة الذين يبذلون الكثير من الجهد للتأكيد بأنهم ليسوا منحازين للألمان أو للفاشيين. في رأي كيرشو يحاول نولتي الإشارة إلى أن منكري المحرقة ربما يكونون على صواب.
في مقابلة أجريت عام 1990 أشار نولتي إلى أن هناك بعض الصواب في تقرير ليوتشتر: "إذا أوضح المراجعون [منكري المحرقة] وليوتشتر بينهم للجمهور أنه حتى "أوشفيتز" يجب أن تكون موضوعًا للبحث العلمي والجدل إذن يجب أن يتم منحهم الفضل في هذا. حتى لو اتضح أخيرًا أن عدد الضحايا كان أكبر وأن الإجراءات كانت أكثر بشاعة مما تم افتراضه حتى الآن". في كتابه الصادر عام 1993 بعنوان "نقاط الخلاف" أشاد نولتي بعمل منكري المحرقة كأفضل علماء "الحركة". كتب نولتي أن "المراجعين الراديكاليين قد قدموا أبحاثًا وإذا كان أحدهم على دراية بالمصدر ونقد المصادر فربما يكونون أفضل من مؤرخي ألمانيا المعروفين". في مقابلة أجريت عام 1994 مع مجلة دير شبيجل ذكر نولتي: "لا يمكنني استبعاد أهمية التحقيق في غرف الغاز التي بحثوا فيها عن مخلفات [العملية الكيميائية التي أوجدها زيكلون ب] وفي هذا الموضوع أنا ضد المراجعين بالطبع لكن دراسة فريد ليوتشتر حول أفران الغاز النازية يجب أن تحظى بالاهتمام لأن على المرء أن يظل منفتحًا على الأفكار "الأخرى".
عبر المؤرخ البريطاني ريتشارد جي إيفانز في كتابه الصادر عام 1989 بعنوان «ظل هتلر» عن وجهة نظر مفادها أن سمعة نولتي كعالم تدهورت نتيجة لهذه التصريحات وغيرها من البيانات المثيرة للجدل من جانبه. صرحت المؤرخة الأمريكية ديبورا ليبستادت في مقابلة عام 2003:

### جدل ماير
في عام 1988 نشر المؤرخ الأمريكي أرنو ج. ماير كتابًا بعنوان «لماذا لم تصبح الجنة سوداء؟» وهو لم ينكر صراحة الهولوكوست ولكن وفقًا لما ذكرته لوسي داودوفيتش فقد دعم إنكار الهولوكوست بالقول أن معظم الأشخاص الذين ماتوا في معسكر أوشفيتز بيركينو كانوا ضحايا «الأسباب الطبيعية» مثل المرض وليس القتل بالغاز. جادلت داودوفيتش بأن تصريحات ماير حول أوشفيتز كانت «تأكيدًا لالتقاط الأنفاس». كتب مؤرخ الهولوكوست روبرت يان فان بلت أن كتاب ماير يجعله من المؤرخين المشهورين الذين يدعمون إنكار الهولوكوست. كثيرا ما استشهد منكري المحرقة مثل ديفيد إيرفينغ بكتاب ماير كمصدر لاعتناق إنكار الهولوكوست. على الرغم من إدانة ماير في كثير من الأحيان بسبب بيانه حول أسباب عدد القتلى في أوشفيتز إلا أن كتابه لا ينكر استخدام غرف الغاز في أوشفيتز كما يدعي منكرو الهولوكوست.
وقد وصف بعض المؤرخين الرئيسيين للهولوكوست ماير بأنه منكر للهولوكوست. كتب المؤرخ الإسرائيلي يهودا باور أن ماير «ينشر الهراء الذي ينشره النازيون عن الماركسية والبلشفية عدوهم الرئيسي وللأسف وقع اليهود في هذا عندما يربط بين تدمير اليهود وصعود وهبوط الحرب الألمانية في الاتحاد السوفياتي في كتاب كثيف للغاية لدرجة أنه لا يحتاج إلى جهاز علمي مناسب فهو ينخرط حقًا في شكل أكثر دقة من إنكار الهولوكوست».
يجادل المدافعون عن ماير بأن تصريحه بأن «مصادر دراسة غرف الغاز نادرة وغير موثوق بها» قد تم إخراجها من سياقها خاصة من الذين ينكرون الهولوكوست. يلاحظ مايكل شارمر وأليكس غروبمان أن الفقرة التي يؤخذ منها البيان تؤكد أن قوات الأمن الخاصة دمرت غالبية الوثائق المتعلقة بإدارة غرف الغاز في معسكرات الموت ولهذا السبب شعر ماير بأن هذه المصادر لإدارة غرف الغاز «نادرة» و«غير موثوق بها».

### ديفيد إيرفينغ وليبستادت خصمان في قضية التشهير
انتقد كتاب ديبورا ليبستادت عام 1993 «إنكار الهولوكوست» بشكل حاد منكري المحرقة بما في ذلك المؤلف البريطاني ديفيد إيرفينغ بسبب تحريفهم المتعمد للأدلة لتبرير استنتاجاتهم المسبقة. في عام 1996 رفع إيرفينغ دعوى تشهير ضد ليبستادت وناشرها دار بنجوين للنشر. المؤرخ الأمريكي كريستوفر براونينغ الشاهد الخبير في الدفاع كتب مقالاً شاملاً للمحكمة يلخص الأدلة الهائلة لواقع الهولوكوست وعند استجوابه تصدى بفعالية لجميع الحجج الرئيسية لإيرفينغ على عكس ذلك. قضى مؤرخ كامبريدج ريتشارد جي إيفانز شاهد خبير دفاع آخر عامين في دراسة كتابات إيرفينغ وأكد تحريفاته بما في ذلك الدليل على أنه قد استخدم عن قصد وثائق مزورة كمصادر. أصدر القاضي تشارلز غراي في نهاية المطاف قرارًا طويلًا وحاسمًا لصالح ليبستادت أشار إلى إيرفينغ بأنه «منكر الهولوكوست» و«الجدلي اليميني المؤيد للنازية».

### كين مكفاي وبديل التعديل
انزعج كين مكفاي وهو أمريكي مقيم في كندا من جهود منظمات مثل مركز سيمون فيزنتال لقمع خطاب منكري المحرقة وشعر أنه كان من الأفضل مواجهتهم بصراحة بدلاً من محاولة فرض الرقابة عليهم. على يوزنت «بديل التعديل» بدأت حملة من «الحقائق والوقائع والأدلة» حيث عمل مع مشاركين آخرين في اليوزنت للكشف عن معلومات واقعية عن الهولوكوست ومواجهة حجج المنكرين بإثبات أنهم يستندون إلى تضليل الأدلة والبيانات الكاذبة والأكاذيب الصريحة. أسس مشروع نيزكور لفضح أنشطة منكري المحرقة الذين ردوا على مكفاي بالهجوم الشخصي والتشهير والتهديدات بالقتل.

### التركيز على جرائم حرب الحلفاء في أدب إنكار الهولوكوست
كان التركيز على ما يسمى بفظائع الحلفاء خلال الحرب موضوعًا في أدب إنكار الهولوكوست خاصة في البلدان التي يكون فيها إنكار الهولوكوست الصريح غير قانوني. وفقًا للمؤرخة ديبورا ليبستادت فإن مفهوم «أخطاء الحلفاء المتشابهة» مثل طرد الألمان بعد الحرب العالمية الثانية وقصف درسدن هو في قلب إنكار الهولوكوست المعاصر المسمى «معادلات غير أخلاقية». أشار بيير فيدال ناكيت إلى نفس الظاهرة في الإصدار السابق من قتلة الذاكرة تحت عنوان أوشفيتز والعالم الثالث (قتلة الذاكرة)، باريس، 2005، الصفحات. 170–180) وبالتحديد حول بيانات جاك فيرجيس محامي كلاوس باربي. في عام 1977 أكد مارتن بروزات في مراجعة لكتاب ديفيد إيرفينغ في كتابه حرب هتلر أن صورة الحرب العالمية الثانية التي رسمها إيرفينج قد تمت بطريقة تنطوي على تكافؤ معنوي بين تصرفات دول المحور والدول المتحالفة على قدم المساواة بأنها مذنبة بارتكاب جرائم فظيعة مما أدى إلى «إرادة هتلر المتعصبة والمدمرة».

### الدعاية
وفقًا لجيمس نجاريان فإن منكري المحرقة الذين يعملون في معهد المراجعة التاريخية لم يدرسوا التاريخ و«نشروا مقالات علمية زائفة في المنشور الصوري الأكاديمي مجلة المراجعة التاريخية». إنهم يناشدون «موضوعيتنا وشعورنا باللعب النظيف وعدم ثقتنا في اللغة المجازية». وبالتالي يعتمدون على الحقائق لجذب انتباه القراء. ومع ذلك فإن هذه الحقائق متوترة فيما يسميه نجاريان «زخرف ملفق» وتتم إعادة تفسيرها لاستخدامها. على سبيل المثال يولون اهتمامًا خاصًا للتناقضات في الأرقام.
لقد ثبت أن دعاية إنكار الهولوكوست بجميع أشكالها تؤثر على الجماهير التي تصل إليها. في الواقع حتى المتعلمين - أي خريجي الجامعات وطلاب الجامعات الحاليين - هم مناسبون لمثل هذه الدعاية عندما يتم عرضها أمامهم. تلخص هذه الورقة أهمية هذه التصريحات في مجال المحرقة. دعاية إنكار الهولوكوست تؤكد هذا التأكيد. تظهر ليندا م. يلاند وويليام ف. ستون على وجه الخصوص أن مقالات الإنكار تقلل من إيمان القراء بالمحرقة بغض النظر عن وعيهم المسبق بالمحرقة.

## التطورات الحالية

### اليابان
ظهر إنكار الهولوكوست في اليابان لأول مرة في عام 1989 ووصل إلى ذروته في عام 1995 مع نشره في مجلة ماركو بولو اليابانية وهي مجلة شهرية يبلغ عدد نسخها 250 ألفًا تنشرها بونجي شونجو وتم إنكار الهولوكوست في مقالة الطبيب ماسانوري نيشيوكا والذي ذكر:
حرض مركز سيمون ويسنثال الذي يقع مقره في لوس أنجلوس على مقاطعة الإعلان لدى بونجي شونجو بمن فيهم فولكس فاجن وميتسوبيشي وكارتييه. في غضون أيام تم أوقف بونجي شونجو إصدار ماركو بولو واستقال رئيس تحريرها كازويوشي هانادا وكذلك فعل رئيس بونجي شونجو كينجو تاناكا.

### تركيا
في تركيا في عام 1996 قام الداعية الإسلامي هارون يحيى بتوزيع آلاف النسخ من كتاب نُشر في الأصل في العام السابق بعنوان «أكذوبة الهولوكوست» وإرسال نصوص بالبريد على المدارس والكليات الأمريكية والأوروبية. أثار نشر «أكذوبة الهولوكوست» الكثير من النقاش العام. يدعي هذا الكتاب أن «ما يُعرض على أنه محرقة هو موت بعض الأشخاص بسبب التيفوس أثناء الحرب والمجاعة التي اندلعت في نهاية الحرب بسبب هزيمة الألمان». في مارس 1996 نشر الرسام والمفكر التركي بدري بايكام مراجعة شديدة اللهجة للكتاب في جريدة أنقرة اليومية «أبيض وأسود». تم رفع دعوى قذف ضد. خلال المحاكمة في سبتمبر كشف بيكام عن المؤلف الحقيقي وهو عدنان أوكطار. تم إسقاط الدعوى في مارس 1997.

### فرنسا
في فرنسا أصبح إنكار الهولوكوست أكثر بروزًا في التسعينيات على الرغم من أن الحركة كانت موجودة بقيادة اليساري المتشدد بيير غيوم (الذي كان يملك مكتبة "قديم داكن" خلال عقد 1960). عناصر من أقصى اليمين المتطرف في فرنسا قامت بتغطية مجموعة من الآراء المعادية للسامية تتضمن محاولات لربط المحرقة بالمذبحة التوراتية للكنعانيين وانتقاد الصهيونية وغيرها من المواد التي تقع تحت ما يسمى ب"الخوف من اليهود" التآمري "المصمم لإضفاء الشرعية على "معاداة السامية ونشرها".

### بلجيكا
في بلجيكا في عام 2001 أجرى رويلاند ريس الإيديولوجي ونائب رئيس أحد أكبر الأحزاب السياسية في البلاد فلامس بيلانغ (المعروف سابقًا باسم فلامس بلوك وفلمنك بلوك) مقابلة مع التلفزيون الهولندي حيث شكك في قتل اليهود على يد النازيين خلال الهولوكوست. في نفس المقابلة تساءل عن حجم استخدام النازيين لغرف الغاز وصحة يوميات آن فرانك. رداً على الهجوم الإعلامي الذي أعقب المقابلة أجبر ريس على الاستقالة من منصبه ليبقى ناشطا فقط داخل الحزب. بعد ثلاث سنوات أدين حزب فلامس بلوك بالعنصرية وتم حله. بعد ذلك مباشرة تم إعادة تأسيسه باسم جديد وهو فلامس بيلانغ (مصلحة الفلمنكية) بنفس القادة والأعضاء.

### ألمانيا
بدأت محاكمة الكندية مونيكا شايفر وشقيقها الألماني/الكندي ألفريد شايفر في ألمانيا في أوائل يوليو عام 2018. ووجهت إليهما تهم بالتحريض على الكراهية. نشر الأخوين مقاطع فيديو على يوتيوب عن إنكارهم للإبادة الجماعية لليهود. في المقاطع قال ألفريد شيفر أن اليهود أرادوا تدمير الألمان وأنحى باللائمة عليهم في بدء الحربين العالميتين وأشار إلى المحرقة باسم «الخيال اليهودي».
اعتقلت مونيكا شايفر في يناير 2018 في ألمانيا أثناء حضورها جلسة استماع قصيرة عن سيلفيا شتولتس. كانت شيفر مرشحة عن حزب الخضر في ألبرتا للترشح عن دائرة ييلوهيد خلال الانتخابات الفيدرالية في 2006 و 2008 و 2011 لكنها طُردت من الحزب بعد تقارير إخبارية ظهرت في يوليو 2016 حيث تصف المحرقة بأنها «الأكثر ثباتًا في كل التاريخ» وأصرت على أن المحتجزين في معسكرات الاعتقال يتمتعون بصحة جيدة ويغذون جيدًا قدر الإمكان.
في أواخر أكتوبر 2018 أدينت مونيكا شايفر بتهمة «التحريض على الناس» (غالبًا ما أعيدت صياغتها على أنها تحريض على الكراهية من قبل وسائل الإعلام). تلقى ألفريد شايفر المدان أيضًا عقوبةً بالسجن لمدة ثلاث سنوات وشهرين.

### العالم العربي
تم الترويج لإنكار الهولوكوست من قبل العديد من الشخصيات والإعلام في العالم العربي. كان إنكار الهولوكوست برعاية بعض حكومات العالم العربي بما في ذلك سوريا. نادراً ما تم الإعلان عن زيارة شخصيات بارزة من العالم العربي إلى معسكر أوشفيتز بيركينو باستثناء عرب 48. في عام 2010 زار محمد بركة زعيم الجبهة الديمقراطية للسلام والمساواة أوشفيتز عقب زيارة سابقة لنواب عرب 48 ومجموعة تضم حوالي 100 كاتب ورجل دين من عرب 48 في عام 2003. يشارك أفراد من الحكومة السورية والسلطة الوطنية الفلسطينية وعدد من الجماعات الفلسطينية في جوانب مختلفة من إنكار الهولوكوست. في عام 2006 كتب روبرت ساتلوف في واشنطن بوست أن «مؤسسة أبحاث المحرقة قد ذكرت مؤخرًا أن مصر وقطر والمملكة العربية السعودية كلها تروج لإنكار الهولوكوست وتحمي منكري المحرقة».
روج قادة حركة حماس فكرة إنكار الهولوكوست. أكد عبد العزيز الرنتيسي أن المحرقة لم تحدث أبداً وأن الصهاينة كانوا وراء أفعال النازيين وأن الصهاينة مولوا النازية. بيان صحفي صادر عن حماس في أبريل 2000 انتقد ما يسمى ب«المحرقة وأنها قصة مزعومة ومخترعة لا أساس لها». في أغسطس 2009 أخبرت حماس الأونروا بأنها «سترفض» السماح للأطفال الفلسطينيين بدراسة المحرقة والتي وصفتها بأنها «كذبة اخترعها الصهاينة» وأشارت إلى تعليم المحرقة على أنها «جريمة حرب». استمرت حماس في شغل هذا المنصب في عام 2011 عندما قالت وزارة شؤون اللاجئين في المنظمة أن تدريس المحرقة «يهدف إلى تسمم عقول أطفالنا».
قال جمال عبد الناصر رئيس مصر لصحيفة ألمانية في عام 1964: «لا أحد ولا حتى أبسط واحد يأخذ بجدية كذبة الستة ملايين يهودي الذين قتلوا [في المحرقة]».
أطروحة الدكتوراه لعام 1982 لمحمود عباس أحد مؤسسي حركة فتح ورئيس السلطة الوطنية الفلسطينية كانت بعنوان: «العلاقة السرية بين النازيين وقادة الحركة الصهيونية». في كتابه عام 1983 «الوجه الآخر: العلاقات السرية بين النازية والصهيونية» نفى عباس مقتل ستة ملايين يهودي في الهولوكوست. رفض ذلك باعتباره «أسطورة» و«كذبة رائعة». كتب أنه تم قتل 890,000 يهودي على الأكثر على يد الألمان. ادعى عباس أن عدد الوفيات مبالغ فيه لأغراض سياسية. «يبدو أن اهتمام الحركة الصهيونية هو في تضخيم هذا الرقم [من وفيات المحرقة] بحيث تحقق لهم مكاسب أكبر. وهذا ما دفعهم إلى التأكيد على هذا الرقم [ستة ملايين] من أجل كسب تضامن الرأي العام الدولي مع الصهيونية. ناقش العديد من العلماء هذا الرقم وتوصلوا إلى استنتاجات مذهلة - تحديد عدد الضحايا اليهود في بضع مئات فقط».
في مقابلته مع هاآرتس في مارس 2006 صرح عباس: "كتبت بالتفصيل عن المحرقة وقلت إنني لا أريد مناقشة الأرقام. لقد نقلت عن جدال بين المؤرخين ذكر فيه عدد كبير من الضحايا. وكتب أحدهم أن هناك 12 مليون ضحية وكتب آخرون 800000 ضحية. ليس لدي أي رغبة في المجادلة بالأرقام فالمحرقة كانت جريمة فظيعة لا تُغتفر ضد الأمة اليهودية وهي جريمة ضد الإنسانية لا يمكن للبشر قبولها. يمكن أن أدعي أنني أنكرته". بينما اعترف بوجود الهولوكوست في عامي 2006 و 2014 ودافع عباس عن موقفه بتعاون الصهاينة مع النازيين. في عام 2012 أخبر عباس قناة الميادين وهي محطة تلفزيونية في بيروت تابعة لإيران وحزب الله أنه «يتحدى أي شخص يستطيع أن ينكر أن الحركة الصهيونية كانت لها علاقات مع النازيين قبل الحرب العالمية الثانية».
كشفت الدراسات الاستقصائية التي أجراها سامي سموحة من جامعة حيفا أن نسبة عرب 48 الذين ينكرون قتل ملايين اليهود على أيدي النازيين ارتفعت من 28٪ في عام 2006 إلى 40٪ في عام 2008. علق سموحة قائلا:

### إيران
نفى الرئيس الإيراني السابق محمود أحمدي نجاد وقوع الهولوكوست مرارًا وتكرارًا و«شكك» رسميًا في موثوقية الأدلة التاريخية على الرغم من أنه أكد في بعض الأحيان الإيمان به. في خطاب ألقاه في ديسمبر 2005 قال أحمدي نجاد أن الأسطورة ملفقة وتم الترويج لها لحماية إسرائيل حيث قال:
أثارت هذه التصريحات على الفور جدلاً دولياً وكذلك إدانة سريعة من المسؤولين الحكوميين في إسرائيل وأوروبا والولايات المتحدة. وقعت جميع الأحزاب السياسية الستة في البرلمان الألماني قرارًا مشتركًا يدين إنكار الهولوكوست. في المقابل وصف خالد مشعل الزعيم السياسي لحركة حماس تعليقات أحمدي نجاد بأنها «شجاعة» وذكر أن «المسلمين سيدافعون عن إيران لأنها تعبر عما في قلوبهم خاصة الشعب الفلسطيني». في الولايات المتحدة أدان مجلس الشؤون العامة الإسلامي تصريحات أحمدي نجاد. في عام 2005 استنكر زعيم جماعة الإخوان المسلمين المصرية محمد مهدي عاكف ما أسماه «أسطورة الهولوكوست» في الدفاع عن إنكار أحمدي نجاد للمحرقة.
في 11 ديسمبر 2006 أدان «المؤتمر الدولي لمراجعة الرؤية العالمية للمحرقة» الذي ترعاه الدولة الإيرانية الهولوكوست على نطاق واسع. تم وصف المؤتمر الذي دعا إليه وعقد بناء على طلب من أحمدي نجاد على نطاق واسع بأنه «مؤتمر لإنكار الهولوكوست» أو «اجتماع لمنكري الهولوكوست» على الرغم من أن إيران نفت أن يكون مؤتمرًا لإنكار الهولوكوست. صرح حميد رضا آصفي المتحدث باسم وزارة الخارجية الإيرانية قبل افتتاحه ببضعة أشهر: «إن المحرقة ليست قضية مقدسة لا يمكن لأحد أن يلمسها. لقد زرت المعسكرات النازية في أوروبا الشرقية. أعتقد أنها مبالغ فيها».
في عام 2013 في مقابلة مع شبكة سي إن إن نُقل عن الرئيس الإيراني المنتخب حديثًا حسن روحاني إدانة للمحرقة قائلاً: «يمكنني أن أخبركم أن أي جريمة تحدث في التاريخ ضد الإنسانية بما في ذلك الجريمة التي ارتكبها النازيون تجاه اليهود وكذلك لأن غير اليهود أمر يستحق الشجب والإدانة ومهما كانت الجرائم التي يرتكبونها ضد اليهود فإننا ندينها». فيما بعد اتهمت وسائل الإعلام الإيرانية سي إن إن بتلفيق تعليقات روحاني.
في خطاب النوروز الرسمي لعام 2013 شكك المرشد الأعلى للثورة الإسلامية الإيرانية آية الله العظمى علي خامنئي في صحة الهولوكوست مشيرًا إلى أن «الهولوكوست حدث غير مؤكد وإذا حدث فمن غير المؤكد كيف حدث». كان هذا متسقًا مع تعليقات خامنئي السابقة فيما يتعلق بالمحرقة.
في عام 2015 قام بيت الرسوم الكاريكاتورية ومجمع سارشيشه الثقافي في إيران بتنظيم المسابقة الدولية الثانية للرسوم المتحركة حول الهولوكوست وهي مسابقة شُجع فيها الفنانون على تقديم رسوم كاريكاتورية حول موضوع إنكار الهولوكوست. سيحصل الفائز في المسابقة على 12000 دولار. همشهري وهي صحيفة إيرانية شعبية أقامت مسابقة مماثلة في عام 2006.

### المملكة المتحدة
في يناير 2019 وجد استطلاع للرأي أجرته «مسائل الرأي» نيابة عن يوم الهولوكوست التذكاري أن 5٪ من البالغين في المملكة المتحدة لا يعتقدون أن الهولوكوست قد حدث وأن واحدا من كل 12 (8٪) يعتقد أن حجمه مبالغ فيه. أجاب واحد من كل خمسة أشخاص بشكل خاطئ أن أقل من مليوني يهودي قد قتلوا وأن 45٪ لم يتمكنوا من تحديد عدد الأشخاص الذين قتلوا في الهولوكوست. تحدثت كارين بولوك الرئيسة التنفيذية لصندوق الهولوكوست التعليمي في ضوء النتائج التي توصلت إليها الدراسة الاستقصائية قائلة: «إذا كان يوجد شخص واحد يشكك في حقيقة الهولوكوست فهو عدد كبير للغاية وبالتالي فإن الأمر متروك لنا لمضاعفة جهودنا لضمان توضيح الصورة لأجيال المستقبل. أعلم أن هذا قد حدث ويوجد شهود على واحدة من أحلك الفترات في تاريخنا». قام برنامج «أكثر أو أقل» على راديو بي بي سي 4 المتخصص في الإحصاء بالتحقيق في الاستطلاع ووجد أنه من غير المرجح أن يكون دقيقًا. تم تحفيز المشاركين لاستكمال الاستبيان عبر الإنترنت عن طريق قسائم التسوق التي تشجع على الإجابة السريعة وكان السؤال الرئيسي هو «سؤال عكسي» حيث يتعين على معظم المشاركين إعطاء إجابة عكسية على الأسئلة المحيطة التي تتطلب إجابة دقيقة. تم طرح سؤال آخر حول عدد اليهود الذين قُتلوا في الهولوكوست مع إعطاء 0.2٪ فقط من المشاركين الإجابة الصفرية والتي كانت تقديراً أقرب لعدد البالغين في المملكة المتحدة الذين لم يصدقوا حدوث الهولوكوست.

### دول ما بعد الاتحاد السوفيتي
في بعض دول ما بعد الاتحاد السوفيتي مثل أوكرانيا أو ليتوانيا أو لاتفيا أو رومانيا لا ينكر منكرو الهولوكوست حقيقة القتل الجماعي لليهود لكنهم ينكرون بعض العناصر الوطنية أو الإقليمية للهولوكوست. لا يشكك الناشطون اليمينيون المتطرفون في مرحلة ما بعد الاتحاد السوفيتي في وجود معسكرات الموت النازية أو الأحياء اليهودية. بدلاً من ذلك تم رفض مشاركة السكان المحليين في المذابح المعادية لليهود أو مساهمة المنظمات شبه العسكرية الوطنية في أسر اليهود وإعدامهم. وهكذا أصبح إنكار الطبيعة اللاسامية والمشاركة في الهولوكوست لمنظمة القوميين الأوكرانيين عنصرا أساسيا في التاريخ الفكري للشتات الأوكرانيين والقوميين.

### لوكسمبورغ
يتعرض الإنكار العلني لمحرقة اليهود للملاحقة القانونية. ويتم ذلك بموجب القوانين المحلية والدولية المعنية بمكافحة التمييز والكراهية والعنصرية، والتي تجرم الإنكار العلني للهولوكوست وتحريف الحقائق التاريخية الموثقة.
وفي لوكسمبورغ، يُعاقب الشخص الذي ينكر بصورة علنية وتعمدية وجود محرقة اليهود بالسجن لمدة تصل إلى 5 سنوات وبغرامة تصل إلى 25,000 يورو. ويمكن تطبيق هذه العقوبات على أي شخص يروج لأي نوع من أنواع الكراهية والتمييز على أساس الدين أو العرق أو الجنس أو الجنسية أو الهوية الجنسية أو الاتجاه الجنسي أو الإعاقة أو العمر أو الحالة الاجتماعية أو الحالة الاقتصادية أو الوضع العائلي أو الاعتقادات أو الرأي السياسي.
ويتم تطبيق هذه القوانين بصرامة في لوكسمبورغ، وتم القبض على عدد من الأشخاص في السنوات الأخيرة بتهمة الإنكار العلني لمحرقة اليهود.

### الصين
في الصين، ليس هناك قانون يجرم بشكل صريح الإنكار العلني لمحرقة اليهود أو أي نوع من أنواع التمييز أو الكراهية العرقية. ومع ذلك، فإن الصين تفرض رقابة صارمة على الحرية الإعلامية وحرية التعبير بشكل عام، وتعتبر أي نوع من الأنشطة التي تمجد الإرهاب أو تحرض على الكراهية أو التمييز أو العنف، بما في ذلك الإنكار العلني لمحرقة اليهود، مخالفة للقانون.

## ردود الفعل على إنكار الهولوكوست

### أنواع رد الفعل
يمكن أن تقسم الاستجابة العلمية لإنكار الهولوكوست تقريبًا إلى ثلاث فئات. بعض الأكاديميين يرفضون إشراك منكري المحرقة أو حججهم على الإطلاق على أساس أن ذلك يضفي عليهم شرعية لا مبرر لها. حاول علماء آخرون صنفتهم المؤرخة الأمريكية ديبورا ليبستادت رفع مستوى الوعي بأساليب ودوافع إنكار الهولوكوست دون إضفاء الشرعية على المنكرين بأنفسهم. كتبت ليبستادت قائلة: «لا نحتاج إلى إضاعة الوقت أو الجهد للرد على ادعاءات المنكرين. لن يكون الأمر نهائيًا .... التزامهم هو أيديولوجية والنتائج التي صمموا لدعمها». وصف مشروع نيزكور مجموعة ثالثة تستجيب للحجج والمطالبات التي قدمها منكرو المحرقة بالإشارة إلى عدم الدقة والأخطاء في أدلتهم.
حتى الردود العلمية يمكن أن تؤدي إلى نقض شديد. في عام 1996 رفع منكر الهولوكوست البريطاني ديفيد إيرفينغ دعوى تشهير مدنية ضد ليبستادت وناشرها نابعًا من كتاب ليبستادت «إنكار الهولوكوست» الذي وصفت فيه إيرفينغ بأنه «أحد أكثر منكريي الهولوكوست خطورة» لأنه كان مؤلف صاحب منشورات واعتبره البعض مؤرخ عسكري شرعي. وكتبت: «كان على دراية بالأدلة التاريخية وينحنيها إلى أن تتوافق مع ميوله الأيديولوجية وجدول أعماله السياسي». إيرفينغ الذي ظهر كشاهد دفاع في محاكمة إرنست زونديل في كندا وأعلن ذات مرة في تجمع لمنكري الهولوكوست أن «عدد النساء المتوفيات في المقعد الخلفي لسيارة إدوارد كينيدي أكثر من عدد القتلى في غرف الغاز في أوشفيتز» وادعى أن ادعاء ليبستادت أضر بسمعته. بعد محاكمة استمرت شهرين في لندن أصدر قاضي المحاكمة حكمًا من 333 صفحة ضد إيرفينغ.
في ديسمبر 1991 أصدرت الرابطة التاريخية الأمريكية البيان التالي: «يستنكر مجلس الرابطة التاريخية الأمريكية بشدة المحاولات المبلغ عنها علنًا لإنكار حقيقة الهولوكوست. لا توجد أسئلة مؤرخة جادة حدثت في الهولوكوست». جاء ذلك بعد رد فعل قوي من جانب العديد من أعضائها وتعليقهم في الصحافة ضد قرار شبه إجماعي اتخذته الرابطة التاريخية الأمريكية في مايو 1991 بأن دراسة أهمية المحرقة يجب تشجيعها. كان بيان الرابطة الصادر في مايو 1991 ردًا على حادثة تساءل فيها بعض أعضائها عن حقيقة الهولوكوست. يعد إعلان ديسمبر 1991 بمثابة عكس لموقف الرابطة التاريخية الأمريكية السابق الذي يقضي بعدم قيام الجمعية بوضع سابقة من خلال التصديق على الحقائق التاريخية.

### الشخصيات العامة والعلماء
عارض عدد من الشخصيات العامة والعلماء إنكار الهولوكوست وشبه البعض - مثل المنظر الأدبي جان بودريار - إنكار الهولوكوست ب«جزء من الإبادة نفسها». الرابطة التاريخية الأمريكية أقدم وأكبر مجتمع من المؤرخين ومدرسي التاريخ في الولايات المتحدة تنص على أن إنكار الهولوكوست هو «في أحسن الأحوال شكل من أشكال الاحتيال الأكاديمي». في عام 2006 قال الأمين العام للأمم المتحدة كوفي عنان: «التذكر هو توبيخ ضروري لأولئك الذين يقولون أن الهولوكوست لم يحدث أبداً أو تم المبالغة فيه. إن إنكار الهولوكوست هو عمل من جانب المتعصبين ويجب أن نرفض ادعاءاتهم الكاذبة أينما كان ذلك وأيا كان». الناجي من المحرقة النازية إيلي فيزيل الحائز على جائزة نوبل خلال مناقشة أجريت عام 1999 في البيت الأبيض في واشنطن العاصمة عن المحرقة النازية: «المأساة الأكثر توثيقًا في التاريخ المسجل. لم يسبق له مثيل من قبل أن استحضر المأساة الكثير من الشهود من القتلة ومن الضحايا وحتى من المارة والملايين من القطع هنا في المتحف تحفظ هذه المأساة».
في يناير 2007 أدانت الجمعية العامة للأمم المتحدة «دون تحفظ أي إنكار للمحرقة» على الرغم من أن إيران تنأى بنفسها عن القرار. في يوليو 2013 وصف الرئيس الإيراني المنتخب آنذاك حسن روحاني تصريحات أحمدي نجاد حول المحرقة وإسرائيل بأنها «خطاب كراهية» وفي سبتمبر 2013 صرح روحاني أن «النازيين ارتكبوا مذبحة لا يمكن إنكارها خاصة ضد اليهود والمذبحة التي ارتكبها النازيون كانت قابلة للإدانة. نحن لا نريد أن نقف جنبًا إلى جنب مع النازيين .. لقد ارتكبوا جريمة ضد اليهود - وهي جريمة ضد .. كل الإنسانية». بينما رفض تحديد عدد الضحايا اليهود فقد اقترح المحللون الإيرانيون أن «روحاني تجاوز الحدود المعتادة إلى أقصى حد ممكن ... دون إغضاب الزعيم الأعلى آية الله علي خامنئي وغيره من المحافظين في الوطن».

### أعضاء معسكرات التعذيب السابقون
يشمل منتقدو إنكار الهولوكوست أيضًا أعضاء في معسكر تعذيب أوشفيتز. اعتبر طبيب المعسكر وزعيم عاصفة صغار هانز مونخ حقائق أوشفيتز «حازمة للغاية بحيث لا يمكن لأحد أن يشك فيها على الإطلاق» ووصف أولئك الذين ينكرون ما حدث في المعسكر بأنهم «أشخاص ضارون» ممن لديهم «مصلحة شخصية في الرغبة في الدفن في صمت الأشياء التي لا يمكن دفنها في صمت». قال المعالج بزيكلون ب وقائد فرقة كبار جوزيف كلير أن أي شخص يؤكد أنه لا يوجد غرف الغاز في أوشفيتز يجب أن يكون «مجنونًا أو مخطئًا». صرح زعيم عاصفة صغار أوزفالد كادوك بأنه لا ينظر بعين الاعتبار إلى أولئك الذين ينكرون المحرقة. عند سماعه عن إنكار الهولوكوست أجبر قائد القسم أوسكار غرونينغ السابق على التحدث علانية عما شاهده في معسكر أوشفيتز وشجب منكري المحرقة قائلًا:

### إنكار الهولوكوست ومعاداة السامية
تعرف موسوعة الإبادة الجماعية والجرائم ضد الإنسانية إنكار الهولوكوست على أنه «شكل جديد من أشكال معاداة السامية ولكنه نموذج يعتمد على العناصر القديمة». ذكرت رابطة مكافحة التشهير أن «إنكار الهولوكوست هو شكل معاصر للعقيدة الكلاسيكية المعادية للسامية المتمثلة في مؤامرة يهود العالم الشريرة والمتلاعبة والمهددة» وقد كتب المؤرخ الفرنسي فاليري إيغونيت أن «إنكار الهولوكوست مناسب بديل جدلي عن معاداة السامية».
وفقًا لما ذكره والتر رايش العالم النفسي وكبير الباحثين في مركز وودرو ولسون الدولي للعلماء ومتحف ذكرى الهولوكوست بالولايات المتحدة والذي عمل سابقًا أستاذًا للشؤون الدولية بجامعة جورج واشنطن:
وصف المؤرخ الفرنسي بيير فيدال ناكيه دوافع المنكرين بإيجاز:

### تعريف معاداة السامية
في عام 2005 نشر مركز الرصد الأوروبي للعنصرية وكره الأجانب تعريفا عمليا لمعاداة السامية الذي أعطى مثالا على الطريقة التي يمكن أن تظهر بها معاداة السامية.
بعد ذلك تم اعتماد تعريف يعتمد على تعريف مركز الرصد الأوروبي للعنصرية وكره الأجانب من قبل وزارة الخارجية الأمريكية.
في نوفمبر 2013 قامت وكالة الحقوق الأساسية وهي الوكالة التي خلفت مركز الرصد الأوروبي للعنصرية وكره الأجانب بإزالة التعريف من موقع المنظمة على الويب في «مسح مستندات غير رسمية». صرح المتحدث الرسمي بأن الوثيقة لم ينظر إليها قط على أنها تعريف صحيح وأننا «لسنا على علم بأي تعريف رسمي». في 26 مايو 2016 اعتمد التحالف الدولي لإحياء ذكرى المحرقة تعريف معاداة السامية ودعا الاتحاد الأوروبي إلى اعتماد هذا التعريف. كانت المملكة المتحدة أول دولة تتبنى التعريف تليها إسرائيل والنمسا واسكتلندا ورومانيا وألمانيا وبلغاريا. صوت البرلمان الأوروبي لصالح قرار يدعو الدول الأعضاء إلى تبني التعريف في 1 يونيو 2017. يشتمل التعريف على مثال واحد على معاداة السامية المعاصرة.

## فحص المطالبات
الادعاءات الرئيسية التي تسبب إنكار الهولوكوست عن الواقع الثابت هي:
- لم يكن للنازيين أي سياسة أو نية رسمية لإبادة اليهود.
- لم يستخدم النازيون غرف الغاز لقتل اليهود جماعياً.[205]
- هذا الرقم وهو وفاة من 5 إلى 6 ملايين يهودي هو رقم مبالغ فيه والعدد الفعلي أقل بكثير.

تشمل المطالبات الأخرى ما يلي:
- كانت قصص الهولوكوست أسطورة أنشأها في البداية حلفاء الحرب العالمية الثانية لإضفاء الشيطانية على الألمان ونشر اليهود هذه الأسطورة كجزء من مؤامرة أعظم تهدف إلى تمكين إنشاء وطن لليهود في فلسطين والآن لكسب الدعم المستمر لدولة إسرائيل.[206]
- الأدلة الوثائقية عن الهولوكوست من الصور إلى مذكرات آن فرانك ملفقة.
- تمتلئ شهادات الناجين بالأخطاء والتناقضات وبالتالي لا يمكن الاعتماد عليها.
- حصل المحققون على اعترافات السجناء النازيين بجرائم الحرب من خلال استخدام التعذيب.
- لم تكن المعاملة النازية لليهود مختلفة عما فعله الحلفاء لأعدائهم في الحرب العالمية الثانية.[207]

يُنظر إلى إنكار الهولوكوست على نطاق واسع على أنه فشل في الالتزام بمبادئ علاج الأدلة التي يعتبر المؤرخون المشهورون (وكذلك العلماء في مجالات أخرى) أنها أساسية في البحث العقلاني.
تم توثيق الهولوكوست بشكل جيد من قبل بيروقراطية الحكومة النازية نفسها. وشهدت كذلك من قبل قوات الحلفاء الذين دخلوا ألمانيا ودول المحور المرتبطة بها في نهاية الحرب العالمية الثانية.</ref> وشهده أيضًا من الداخل أسرى غير يهود مثل العضو الكاثوليكي في المقاومة الفرنسية أندريه روجري الذي كتب بإسهاب وشهد عن تجاربه في سبعة معسكرات من بينها أوشفيتز-بيركيناو وقام برسم أقدم رسم معاصر لمحارق جثث المعسكرات.
وفقًا للباحثين مايكل شارمر وأليكس غروبمان فإن هناك «نقطة التقاء للأدلة» الذي يثبت وقوع الهولوكوست. يتضمن هذا الدليل:

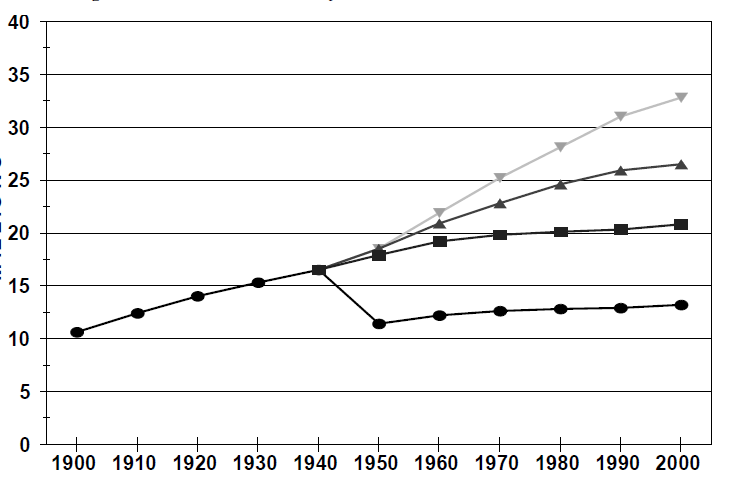
عدد اليهود بدون المحرقة (مليون شخص) لسيرجيو ديلا بيرجولا.

1. المستندات المكتوبة — مئات الآلاف من الرسائل والمذكرات والمخططات والأوامر والفواتير والخطب والمقالات والمذكرات والاعترافات.
2. شهادة شهود العيان - روايات من الناجين، يهود وحدات النشر (الذين ساعدوا في تحميل الجثث من غرف الغاز إلى المحرقة في مقابل فرصة للبقاء على قيد الحياة) وجنود قوات الأمن الخاصة والقادة وسكان البلدة المحليين وحتى كبار المسئولين النازيين الذين تحدثوا بصراحة للجماهير عن قتل اليهود.
3. الصور الفوتوغرافية - بما في ذلك الصور العسكرية والصحفية الرسمية والصور المدنية والصور الفوتوغرافية السرية التي التقطها الناجون والصور الجوية ولقطات الأفلام الألمانية والحلفاء والصور الفوتوغرافية غير الرسمية التي التقطها الجيش الألماني.
4. المخيمات نفسها - معسكرات الاعتقال ومعسكرات العمل ومعسكرات الإبادة التي لا تزال موجودة بدرجات متفاوتة من الأصالة وإعادة الإعمار.
5. أدلة أو الحجة من السكوت - التركيبة السكانية من فترة ما قبل الحرب العالمية الثانية فإذا لم يتم قتل ستة ملايين يهودي فما الذي حدث لهم؟

الكثير من الجدل الدائر حول ادعاءات منكري المحرقة يركز على الأساليب المستخدمة لتقديم الحجج التي يزعم أن الهولوكوست لم يحدث قط على أنها مقبولة بشكل شائع. قدم العديد من الروايات من جانب منكري المحرقة (بما في ذلك الأدلة المقدمة في قضايا المحكمة) للوقائع والأدلة المزعومة ومع ذلك فقد أظهرت الأبحاث المستقلة أن هذه الادعاءات تستند إلى أبحاث معيبة أو بيانات متحيزة أو حتى أدلة مزيفة متعمدة. قام معارضو إنكار الهولوكوست بتوثيق العديد من الحالات التي تم فيها تغيير هذه الأدلة أو تصنيعها مثل ديفيد إيرفينغ. وفقًا لبيير فيدال ناكيت: «توجد في مجتمعنا صور ومشاهد عن الإبادة على الورق التي تؤدي إلى الإبادة في الواقع».

## قوانين ضد إنكار الهولوكوست
إنكار الهولوكوست غير قانوني بشكل صريح أو ضمني في 17 دولة: النمسا وبلجيكا وجمهورية التشيك وفرنسا وألمانيا والمجر وإسرائيل وليختنشتاين وليتوانيا ولوكسمبورغ وهولندا وبولندا والبرتغال ورومانيا وروسيا وسلوفاكيا وسويسرا. نفت رومانيا رسمياً وقوع الهولوكوست على أراضيها حتى إنشاء لجنة فيزل في عام 2004. ينص القرار الإطاري الصادر عن الاتحاد الأوروبي بشأن العنصرية وكراهية الأجانب على أن إنكار «جرائم الإبادة الجماعية» أو جعلها تافهة بشكل صارخ «يجب أن يعاقب عليها في جميع الدول الأعضاء في الاتحاد الأوروبي». قامت سلوفاكيا بتجريم إنكار الجرائم الفاشية بشكل عام في أواخر عام 2001 وفي مايو 2005 تم تبني مصطلح «الهولوكوست» صراحةً بموجب قانون العقوبات وفي عام 2009 أصبح من غير القانوني إنكار أي عمل تعتبره محكمة جنائية دولية إبادة جماعية. في عام 2010 اعتمد برلمان المجر تشريعًا يعاقب على إنكار الإبادة الجماعية التي ارتكبتها النظم الوطنية الاشتراكية أو الشيوعية دون ذكر كلمة «الهولوكوست».
مثل هذا التشريع لا يزال مثيرا للجدل. في أكتوبر 2007 أعلنت المحكمة أن قانون إنكار الهولوكوست في إسبانيا غير دستوري. في عام 2007 رفضت إيطاليا قانون رفض يقضي بالسجن لمدة تصل إلى أربع سنوات. في عام 2006 رفضت هولندا مشروع قانون يقترح عقوبة قصوى مدتها سنة واحدة على إنكار أعمال الإبادة الجماعية بشكل عام على الرغم من أن إنكار الهولوكوست على وجه التحديد يظل جريمة جنائية هناك. رفضت المملكة المتحدة مرتين قوانين إنكار الهولوكوست. كما رفضت الدنمارك والسويد مثل هذا التشريع.
تمت مقاضاة عدد من المنكرين بموجب قوانين الحرمان في مختلف البلدان. على سبيل المثال تم إدانة أستاذ الأدب الفرنسي روبير فوريسون ومعاقبته بموجب قانون غيسو في عام 1990. ويعارض بعض المؤرخين مثل هذه القوانين من بينهم بيير فيدال-ناكيت وهو ناقد صريح لفوريسون على أساس أن تشريع الإنكار يفرض «الحقيقة التاريخية مثل الحقيقة القانونية». الأكاديميون الآخرون يفضلون التجريم. يزعمون أن إنكار الهولوكوست هو «أسوأ أشكال العنصرية وأكثرها احتراماً لأنها تتظاهر بأنها بحث».
في يناير 2019 في مقابلة مع النيويوركر فيما يتعلق بنشر كتابها «معاداة السامية: هنا والآن» أعربت مؤرخة المحرقة ديبورا إ. ليبستادت عن معارضتها للقوانين المناهضة للتعبير عن إنكار الهولوكوست:

### إدانة ديفيد إيرفينغ
في فبراير 2006 أدين إيرفينغ في النمسا حيث إنكار الهولوكوست غير قانوني بسبب خطاب ألقاه في عام 1989 ونفى فيه وجود غرف للغاز في أوشفيتز. كان إيرفينغ على علم بأمر الاعتقال المعلق لكنه اختار الذهاب إلى النمسا على أي حال «لإلقاء محاضرة في مقر أخوية طلابية لليمين المتطرف». رغم أنه أقر بأنه مذنب في التهمة إلا أن إيرفينغ قال أنه «مخطئ» وأنه غير آرائه بشأن الهولوكوست. «قلت ذلك بناءً على معرفتي في ذلك الوقت لكن بحلول عام 1991 عندما صادفت أوراق أيخمان لم أعد أقول ذلك بعد الآن ولن أقول ذلك الآن. لقد قتل النازيون ملايين اليهود». قضى إيرفينغ 13 شهرًا من عقوبة مدتها 3 سنوات في سجن نمساوي بما في ذلك الفترة بين اعتقاله وإدانته وتم ترحيله في أوائل عام 2007. أثارت هذه الحلقة نقاشًا دوليًا مكثفًا حول حدود حرية التعبير. عند سماع حكم إيرفينغ قالت ليبستادت: «أنا لست سعيدة عندما تفوز الرقابة ولا أؤمن بالفوز في المعارك عبر الرقابة .... طريقة محاربة منكري المحرقة هي عن طريق التاريخ والحقيقة».
وفقًا لشبكة سي إن إن عند عودة إيرفينغ إلى المملكة المتحدة «تعهد بتكرار وجهات النظر التي تنكر حدوث الهولوكوست التي أدت إلى إدانته» قائلًا أنه «لم يعد بحاجة إلى إظهار الندم» لوجهات نظره عن الهولوكوست.

## نفي الإبادة الجماعية
قوبلت أعمال الإبادة الجماعية الأخرى بمحاولات مماثلة لحرمانها وتقليلها. يدرج غريغوري ستانتن الذي كان يعمل سابقًا في وزارة الخارجية الأمريكية ومؤسس منظمة الإبادة الجماعية الإنكار باعتباره المرحلة الأخيرة من تطور الإبادة الجماعية: «الإنكار هو المرحلة الثامنة التي تتبع دائمًا الإبادة الجماعية. إنها من بين أدق المؤشرات على المزيد من عمليات الإبادة الجماعية. المذابح: يقوم مرتكبو الإبادة الجماعية بتفكيك المقابر الجماعية وحرق الجثث ومحاولة التستر على الأدلة وترهيب الشهود وينكرون أنهم ارتكبوا أي جرائم وغالبًا ما يلومون الضحايا على ما حدث».

## أشهر منكرو الهولوكوست
- محمود أحمدي نجاد[145][232]
- محمود عباس[135][137][138][140][233][234]
- مهدي عاكف[235]
- ستيفن ل. أندرسون[236]
- أندرو أنغلين[237]
- روبرت باورز[238]
- أوستن آب[239]
- عبد العزيز الرنتيسي[127]
- موريس بارديش[240]
- هاري بارنز[241]
- ديفيد بيرغ[242]
- دون بلاك[243]
- بي أو بي[244]
- سلفادور بوريغو[245]
- جيمس فون برون[246][247]
- بات بوكانان[248]
- آرثر بوتز[249][250][251]
- ويليس كارتو[55][251]
- تييس كريستوفرسن[252]
- دوغ كولينز[253]
- لاري داربي[254]
- غونتر ديكيرت[255]
- ليون ديغريل[256]
- سافيتري ديفي[257]
- ديفيد دوك[258][259][260]
- فرانسوا دوبرا[261]
- روبير فوريسون[262][251]
- بوبي فيشر[263]
- روجيه غارودي[264]
- بيدرو فاريلا غيس[265]
- هوتون جيبسون[266]
- يورغن جراف[267]
- نيك غريفين[268]
- مايكل أ. هوفمان الثاني[269]
- أورسولا هافيربيك[270]
- ديفيد هوغان[271]
- جيرد هونسيك[272]
- أوغسطس سول إنفيكتوس[273]
- ديفيد إيرفينغ[274][251]
- آرثر ج. جونز[275]
- إلياس كاسيدياريس[276]
- جيمس كيغسترا[277]
- علي خامنئي[278]
- نيكولاس كولرستروم[279]
- جان ماري لوبان[280]
- فريد أ. ليوتشتر[281]
- أليكس ليندر[282][283]
- نورمان لويل[284]
- هورست مالر[285]
- ديودوني مبالا مبالا[286]
- جيمس ج. مارتن[287]
- كارلو ماتونو[267]
- ديفيد ماكالدن[288]
- نيكولاوس ميشالوليكوس[289]
- خالد عبدال محمد[290][291][292]
- يوستاس مولينز[293]
- كونستانتينوس بليفريس[294]
- رويلاند رايس[295]
- أحمد رامي[296]
- بول راسنييه[297][271]
- داريوش راتايتشاك[298]
- أوتو إرنست ريمر[299]
- ف. ت. راجشيكار[300]
- ميشيل رينوف[301][302][303]
- فنسنت رينوار[304][305][306][307][308][309]
- جورج لينكون روكويل[310][311]
- مانفريد رويدر[312][313]
- غيرمار رودولف[314][271]
- برنارد شوب[315][316][317]
- هانس شميت[318]
- ميغيل سيرانو[319]
- جيرالد إل. ك. سميث[320]
- فيلهلم ستاغليخ[321][38][322]
- سيلفيا شتولتس[323][324]
- سلطان بن زايد آل نهيان[325]
- كيفن ألفريد ستروم[326]
- جورج ثيل[327]
- سيرج ثيون[328][329][330][331]
- جيرالد فريدريك توبن[332][333][334][335][336][337][338][339]
- فرديناند توباسيو[340][341]
- رون أونز[342][343]
- سيغفريد فيربيك[344][345]
- ريتشارد فيرال (المعروف أيضا باسم ريتشارد هاروود)[271]
- أودو واليندي[346]
- مارك ويبر[60][347]
- بيل وايت[348]
- ريتشارد ويليامسون[349][350][251]
- إرنست زوندل[351][352][353]

## وصلات خارجية
الأمانة الدولية لرابطة محبي قصص الحرب السابقة والمحرقة.